# Französisches Tarock

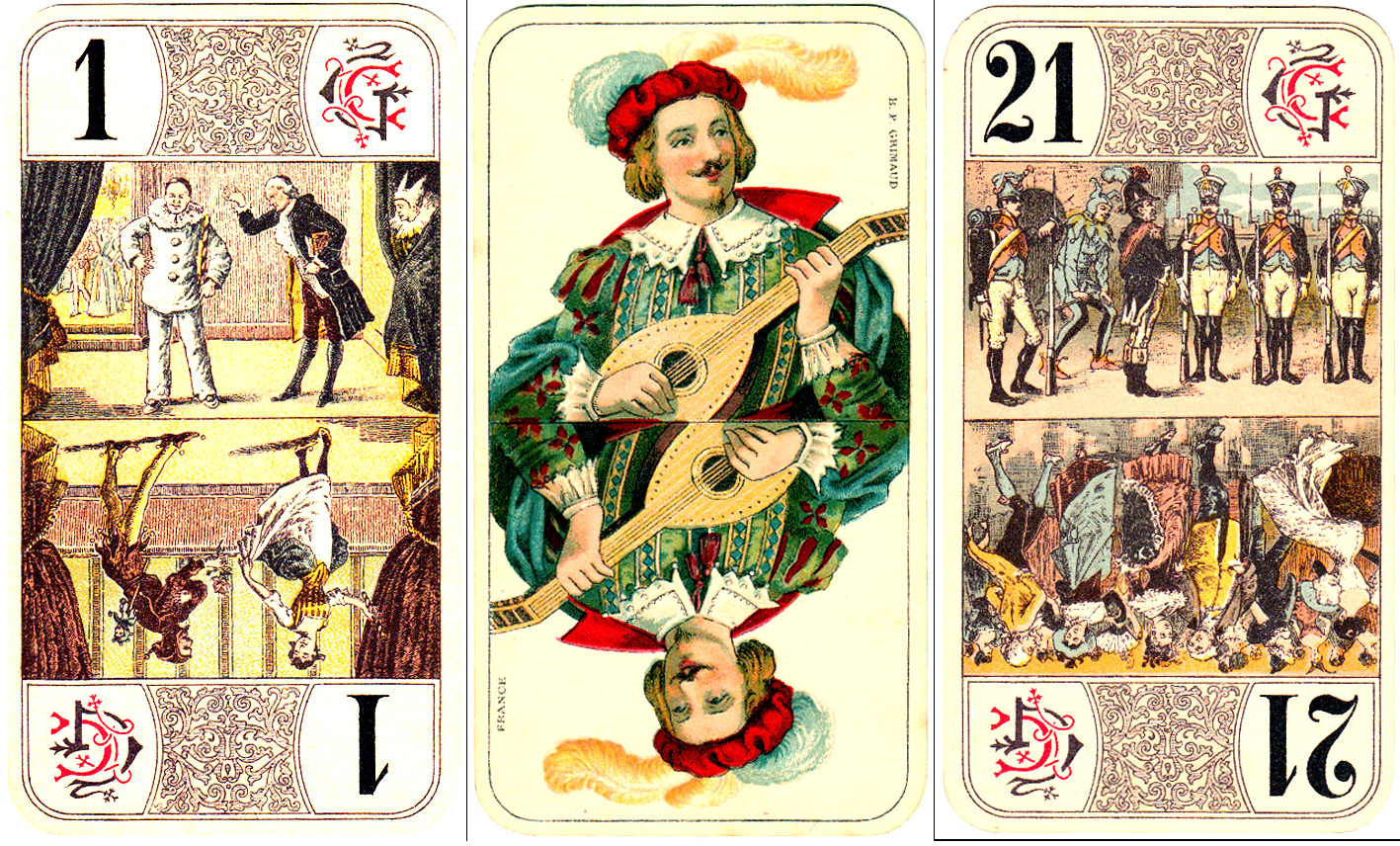
Die drei oudlers der französischen Tarot Nouveau, ca. 1910

Französisches Tarock bzw. (Französisches) Tarot ist ein französisches Kartenspiel, das meist zu viert – manchmal aber auch zu dritt oder zu fünft gespielt wird. Es gehört zur Familie der Tarock-Kartenspiele, die in weiten Teilen Europas gespielt werden.
Frankreich war neben der Schweiz eines der ersten beiden Länder außerhalb Italiens, in denen mit dem Tarockspiel begonnen wurde. Während in Frankreich seit dem 16. Jahrhundert verschiedene Arten von Tarock gespielt wurden, ist die heute vorherrschende Form das Regelwerk aus dem 19. Jahrhundert aus der Bourgogne-Franche-Comté. Historisch wurden Tarockspiele in Frankreich mit dem Tarot de Marseille mit italienischen Farben gespielt, das auf den Atouts allegorische Bilder aus der Renaissance hatte, aber keine doppelbildförmigen Bildkarten und Trümpfe und Eckindizes hatte. Um das Spiel zu vereinfachen, wurde das Marseille-Tarock im späten 19. Jahrhundert durch das Tarot Nouveau (ein Art des Bourgeois Tarots) mit französischen Farben ersetzt, das typische Genreszenen des Fin de Siècle Stils hat, die das französische Leben und Freizeitbeschäftigung darstellte.

## Geschichte
Spielkarten tauchten gegen Ende des 14. Jahrhunderts in Europa auf und wurden möglicherweise zuerst in Italien oder Katalonien eingeführt. Tarockkarten werden erstmals Mitte des 15. Jahrhunderts in Italien erwähnt. Ursprünglich hießen sie „trionfi“, was „Triumph“ bedeutet, woher der englische Name Trump („Trumpf“) stammt. Später umbenannten die Italiener sie „tarocchi“, da sich die Idee des Trumpfs auf andere Kartenspiele ausbreitete. Sowohl das italienische Wort „tarocchi“ als auch das französische Wort „tarot“ tauchen ab dem frühen 16. Jahrhundert auf, wobei unklar ist, ob sich das eine vom anderen ableitet.
Tarock wurde im frühen 16. Jahrhundert infolge des Ersten und Zweiten Italienischen Kriege (1494–1522) in Frankreich eingeführt und ist in der französischen Literatur dieses Jahrhunderts weit verbreitet. Die früheste Erwähnung findet sich 1534 bei Rabelais in Gargantua. Um 1622 war es in Frankreich beliebter als Schach, und die erste Spielregeln erschien um 1637 in Nevers. Dies beschreibt ein 66-Karten-Spiel für drei Spieler, das mit einem italienischen Blatt gespielt wird, wobei der Narr als Entschuldigungskarte („Excuse“) fungiert und die Farben in ihrer „ursprünglichen“ Reihenfolge gewertet werden, d. h. mit Zahlenkarten in den Farben Kelche und Münzen, deren Rangfolge vom Ass (hoch) bis zur Zehn (niedrig) ist. Diese Rangfolge wird heute in allen Tarockspielen außer in Frankreich und Sizilien beibehalten. In Frankreich blieb Tarock bis 1650 in Mode, doch dann nahm seine Popularität stetig ab, bis es im Frankreich des 18. Jahrhunderts außerhalb der Provence kaum noch gespielt wurde.
Im Laufe des späten 18. und 19. Jahrhunderts erlebte das Spiel eine Wiederbelebung. Die ursprünglichen Karten mit italienischen Farben, wie sie im Tarot de Marseille üblich waren, galten als italienisch und wurden durch französische Varianten, insbesondere das Tarot Nouveau, das trotzdem aus Deutschland kam, ersetzt.

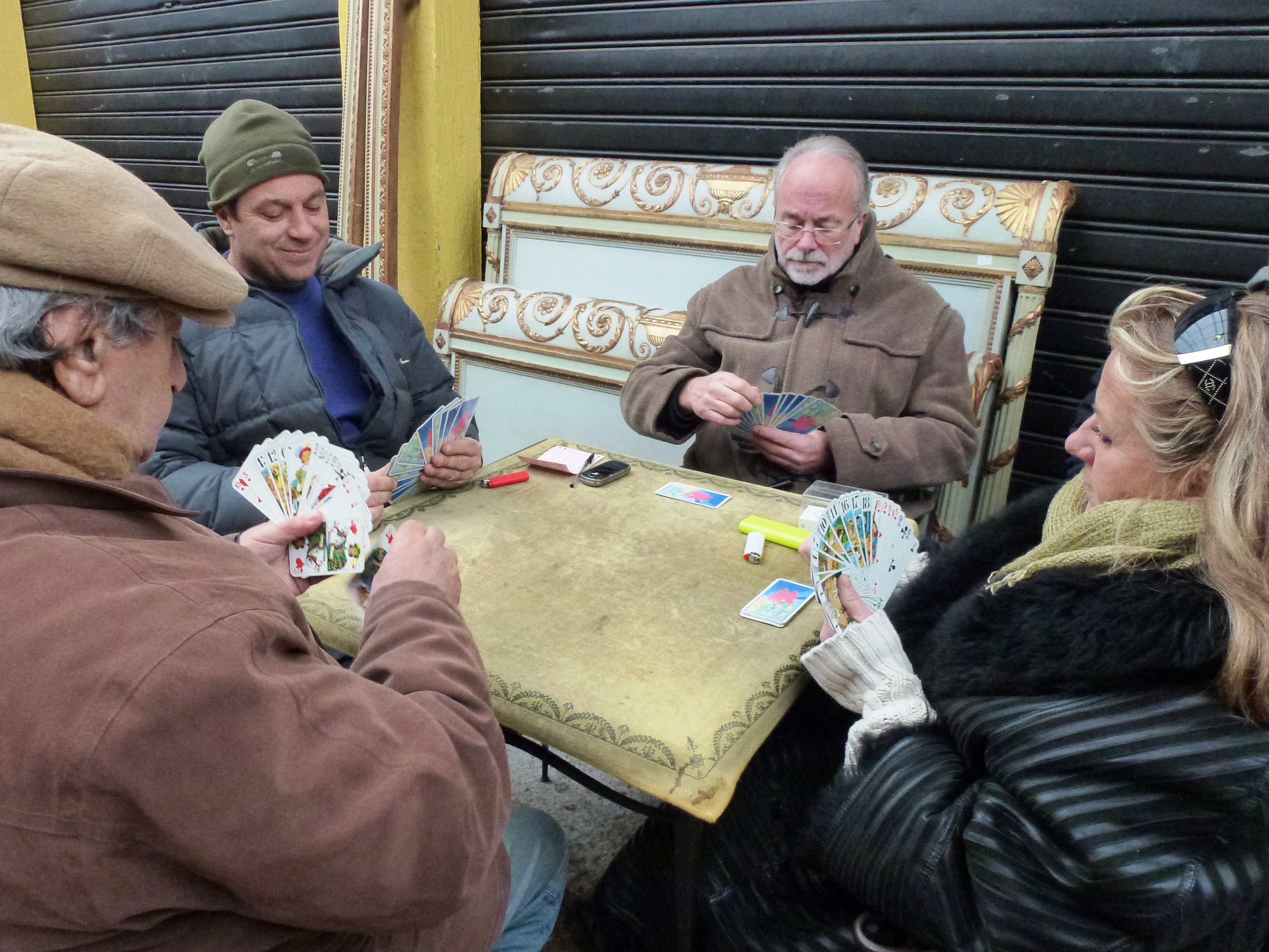
Französische Tarockspieler auf dem Flohmarkt von Saint-Ouen

Es gibt Hinweise darauf, dass Napoleons Truppen das Tarock in Form des Droggns – eines Tarockspiels mit Ähnlichkeiten zum alten französischen Tarot – im österreichischen Tirol einführten. Es ist auch belegt, dass französische Soldaten während des Deutsch-Französischen Krieges (1870), des Ersten Weltkrieges (1914–18) und des Algerienkrieges (1954–1962) mit Tarockkarten ausgestattet wurden, was laut Dummett und Berloquin jeweils zur Verbreitung des Tarockspiels in ganz Frankreich führte. 1973 wurde den Französischen Tarock-Verband (Fédération Française de Tarot) gegründet, und bis zum Ende des 20. Jahrhunderts war Tarock nach Belote das zweitbeliebteste Kartenspiel in Frankreich. Ein Grund für die Beständigkeit des französischen Tarock ist die Tatsache, dass die Regeln überall dort, wo das Spiel gespielt wird, sehr einheitlich sind. gespielt. Es ist jedoch wichtig zu beachten, dass Spieldetails außerhalb offiziell genehmigter Turniere von Kreis zu Kreis variieren können, sodass die bekannten Regeln und Terminologien eher typisch als endgültig sind.
Im späten 18. Jahrhundert wurden Tarockkarten in Frankreich erstmals mit Wahrsagerei in Verbindung gebracht, eine Praxis, die sich schließlich in weiten Teilen der westlichen Welt verbreitete. Die für die Wahrsagerei bevorzugten Karten sind jedoch die älteren italienischen Kartenspiele oder maßgeschneiderte moderne Designs mit okkulter Symbolik, anstatt Spiele mit Szenen aus dem alltäglichen Leben wie das französische Tarot Nouveau, das deutsche Cego und das österreichisch-ungarische „Industrie und Glück“-Tarock.

## Spielmaterial

### Allgemeinen
Als Spielmaterial brauchte man ein Tarockblatt mit 78 Karten und französischen Farben sowie eine Menge Jetons. Heute gibt es nur ein vorhandenes Muster: das Tarot Nouveau, das ursprünglich von C. L. Wüst entworfen und nach Frankreich exportiert wurde. Heute wird solche Tarockkarten unter anderem von France Cartes sowie Piatnik (Wien) hergestellt.
Das Blatt besteht aus den vier Standardfarben: Herz, Karo, Pik und Kreuz mit Figuren- und Zahlwertkarten in jeder Farbe. Es gibt jedoch eine zusätzliche Figurenkarte, den Kavalier (Cavall oder Reiter), so dass es in jeder Farbe 14 Karten gibt. Zusätzlich zu den vier Standardfarben gibt es 21 separate und verschieden hohe Trümpfe (atouts); 21 ist der höchste und 1 (Le Petit) der niedrigste Trumpf. Eine besondere Karte ist die Excuse. Die Trumpf 1, die Trumpf 21 und die Excuse sind im Spiel wichtig und werden Spitzen genannt. (In Frankreich heißen sie: Les Bouts oder weniger gebräuchlich Oudlers.) Die Spitzen zählen nicht nur besonders viele Punkte; hat man sie in seinen Stichen, verringert dies auch die zum Gewinn des Spiels erforderliche Punktzahl.

### Besondere Karten

#### Excuse
Als Excuse bezeichnet man eine Karte, auf der sich eine Abbildung von einem Gaukler befindet. Die Excuse ist weder Trumpf noch Farbe, kann aber sowohl anstelle von Trumpf als auch anstelle einer Farbe gespielt werden. Die Excuse kann niemals einen Stich gewinnen. Der Stich geht also wie sonst auch an denjenigen mit dem höchsten Trumpf oder an die höchste Farbkarte. Die Excuse selbst geht jedoch nicht verloren, sondern kommt zum eigenen Stichstapel. Geht der Stich an die Gegenpartei, wären im Stich also nur drei Karten. Um dies auszugleichen, bekommt die Gegenpartei eine beliebige Karte nach Wunsch des Excuse-Ausspielers (normalerweise eine „leere Karte“) aus dem eigenen Stichstapel. Hat die betroffene Partei noch keinen Stich, wird dies zum nächstmöglichen Zeitpunkt nachgeholt. Die Excuse darf auch als erste Karte im Stich ausgespielt werden. In diesem Fall bestimmt der nachfolgende Spieler die Farbe oder Trumpf für diesen Stich. Wird die Excuse jedoch im letzten Stich gespielt, geht sie an die Partei, die den Stich gewinnt, und kann somit auch verloren gehen. Die einzige und sehr seltene Ausnahme, bei der die Excuse einen Stich für sich entscheiden kann, ist beim sogenannten Durchmarsch.

#### Le Petit
Le Petit ist der niedrigste Trumpf und trägt die Nummer 1.
Wird er im letzten Stich ausgespielt, erhält derjenige, der diesen gewinnt, 10 Punkte multipliziert mit der Spielstufe (siehe weiter unten) zusätzlich. Diese Punkte haben allerdings keinen Einfluss darauf, ob der Alleinspieler sein Spiel gewinnt oder nicht.

#### Kavalier
In den vier Farben gibt es jeweils einen Kavalier (Reiter).
Diese Karte zeigt eine Abbildung mit einem Reiter und wird gewöhnlich in der linken oberen Ecke mit dem Buchstaben C ausgezeichnet. Beim Stechen ist der Kavalier zwischen Dame und Bube eingeordnet.

## Austeilen
Es wird ausgelost, wer als Erster austeilt. Gespielt wird wie bei allen Tarot- und Tarock-Spielen gegen den Uhrzeigersinn. Demzufolge werden die Karten ebenfalls so herum ausgeteilt. Regional üblich ist es, dass niemals gemischt wird. Derjenige, der links vom Geber sitzt, hebt vorerst ab. Dann wird gegeben. Bei einer 4-Spieler-Partie bekommt jeder Spieler 18 Karten in Dreierlagen. Während des Gebens werden 6 Karten verdeckt in die Mitte gelegt. Diese Karten werden Talon (Stock) genannt. Die Karten des Talons werden jeweils einzeln gelegt, jedoch weder als erste noch als letzte Karte. (Bsp.: 3, 3, 3, 3, 1 – 3, 3, 3, 3, 1 – 3, 3, 3, 3, 1 – 3, 3, 3, 3, 1 – 3, 3, 3, 3, 1 – 3, 3, 3, 1, 3) Hat ein Spieler die blanke Trumpf 1, d. h. ohne einen weiteren Trumpf auf der Hand zu haben (hier zählt die Excuse auch als Trumpf), muss er dies unverzüglich mitteilen. Die Karten werden zusammengeworfen und der nächste Spieler gibt neue Karten.

## Reizen
Jeder Spieler, beginnend mit dem rechts vom Geber Sitzenden und weiter gegen den Uhrzeigersinn, kann nur jeweils ein Reizgebot abgeben oder passen. Man muss sich also stets sehr gut überlegen, welches Reizgebot man abgibt, denn es könnte von den nachfolgenden Mitbietern überboten werden. Wenn jemand reizt, haben die nachfolgenden Spieler die Wahl ein höheres Angebot abzugeben oder zu passen. Wenn alle vier Spieler passen, und das geschieht einigermaßen häufig, werden die Karten zusammengeworfen und der Nächste gibt. In aufsteigender Reihenfolge sind die vier möglichen Reizgebote folgende:
- Einfach (Petite oder Prise) Man sagt jedoch: „Ich spiele“. Hierbei darf man den Stock aufnehmen um sein Blatt aufzubessern (siehe unten).
- Daumen (Pousse) Man sagt jedoch: „Ich spiele eineinhalb“, ansonsten ist das Spiel dasselbe wie das Einfache, außer dass es ein höheres Reizgebot darstellt.
- Doppelt (Garde) Man sagt jedoch: „Ich spiele Doppelt“, ansonsten ist das Spiel dasselbe wie das Einfache, außer dass es das höhere Reizgebot darstellt.
- Hand (Garde sans le chien) Man sagt jedoch: „Ich spiele Hand“. Der Stock wird nicht aufgedeckt, zählt jedoch am Ende des Spiels zu den Stichen des Alleinspielers.
- Hand, gegen den Stock (Garde contre le chien) Man sagt jedoch: „Ich spiele Hand, gegen den Stock“. Der Stock wird nicht aufgedeckt. Hier zählen die Karten am Ende des Spiels zu den Stichen der Gegenpartei.

Derjenige, der das höchste Reizgebot abgibt ist der Alleinspieler. Die restlichen drei Spieler sind für die Dauer des Spiels in der Gegenpartei und versuchen zu verhindern, dass der Alleinspieler die benötigte Punktzahl in seinen Stichen bekommt.

## Talon legen
Bei Einfach oder Doppelt dreht der Alleinspieler die Karten des Stocks um, so dass alle die Karten des Stocks sehen können. Wenn alle den Stock gesehen haben nimmt der Alleinspieler die sechs Karten des Stocks auf und „drückt“ verdeckt sechs Karten. Diese gedrückten Karten werden als Talon bezeichnet. Der Talon zählt am Ende des Spiels zu den Stichen des Alleinspielers. Man darf jedoch nie eine der Spitzen (1, 21 oder Excuse) oder Könige in den Talon legen. Trümpfe dürfen nur dann gedrückt werden, wenn dies nicht anders möglich ist. In diesem Fall müssen die gedrückten Trümpfe den anderen Spielern gezeigt werden.
Wie viele Augen der Alleinspieler in den Stichen erzielen muss, hängt davon ab, wie viele der drei Karten 1, 21 und Excuse (Spitzen) er am Ende des Spiels in seinen Stichen zählt. Je mehr Spitzen er am Ende in seinen Stichen zählen kann, desto weniger Augen benötigt er um das Spiel zu gewinnen. Folgende Augenzahlen muss der Alleinspieler erreichen:
- Mit 3 Spitzen: 36 Augen
- Mit 2 Spitzen: 41 Augen
- Mit 1 Spitze: 51 Augen
- Ohne Spitzen: 56 Augen

## Melden
Vor dem Ausspiel der ersten Karte können 10 oder mehr Trümpfe gemeldet werden.
Diese Meldung wird Poignée (Handvoll) genannt. Sie zählt nicht notwendigerweise zugunsten desjenigen, der die Meldung gemacht hat, sondern für die Partei, die das Spiel gewinnt. Die gemeldeten Trümpfe müssen dabei den anderen Spielern gezeigt werden.
Der Gewinner erhält folgende Punktzahl zusätzlich:
- 10 Trümpfe: 20 Punkte
- 13 Trümpfe: 30 Punkte
- 15 Trümpfe: 40 Punkte.

Falls ein Spieler einen Trumpf zu wenig besitzt für eine dieser drei Meldungen und nur dann, darf er den fehlenden Trumpf durch den Excuse ersetzen.

## Spielablauf
Der Spielablauf erfolgt im Wesentlichen analog zu anderen Stichspielen wie Skat oder Doppelkopf. Beim Stechen gilt folgende Reihenfolge der Karten von oben nach unten: König, Dame, Cavalier, Bube, 10, ... , 1 (Die Farb-Einser werden als Ass bezeichnet). Es herrscht wie in anderen Spielen Bedienzwang, d. h., ist eine Karte der angespielten Farbe auf der Hand vorhanden, muss sie gespielt werden. Falls ein Spieler eine Farbe nicht bedienen kann, muss er einen Trumpf ausspielen, falls er einen besitzt (Trumpfzwang). Abwerfen ist also nur erlaubt, wenn man nicht bedienen kann und auch keinen Trumpf mehr hat. Muss ein Spieler Trumpf bedienen, muss er eine Trumpfkarte ausspielen, die höher ist als die höchste in diesem Stich bereits ausgespielte (Stichzwang). Ist dies nicht möglich, kann er eine beliebige (niedrigere) Trumpfkarte spielen. Ist auch das nicht möglich, kann er eine Farbkarte abwerfen.

## DurchmarschChelem
Wenn einem ein Durchmarsch gelingt, d. h., dass man alle Stiche des Spiels gewinnt, erhält man eine zusätzliche Prämie. Die Höhe der Prämie hängt davon ab, ob er vor dem Ausspiel der ersten Karte angesagt wurde.
- Angesagter Durchmarsch: 400 Punkte Prämie, wenn man alle Stiche bekommt und 200 Punkte Abzug, wenn man es nicht schafft, alle Stiche zu bekommen.

- Nicht angesagter Durchmarsch: wenn man alle Stiche bekommt, ohne dies vorher anzusagen, bekommt man eine Prämie von 200 Punkten

Besitzt man in einer solchen Situation den Excuse gewinnt dieser, im letzten Stich gespielt, auch diesen letzten Stich, sofern alle Stiche zuvor gewonnen wurden. Diese Sonderregel, die vielleicht nur einmal in einem Spielerleben Anwendung findet, erlaubt es auch mit dem Excuse in der Hand einen Durchmarsch zu gewinnen. Wenn auf diese Weise der Excuse im letzten Stich gespielt wird und die Trumpf 1 im vorletzten Stich gespielt wird, zählt dies wie „Eins im letzten Stich“.

## Abrechnung

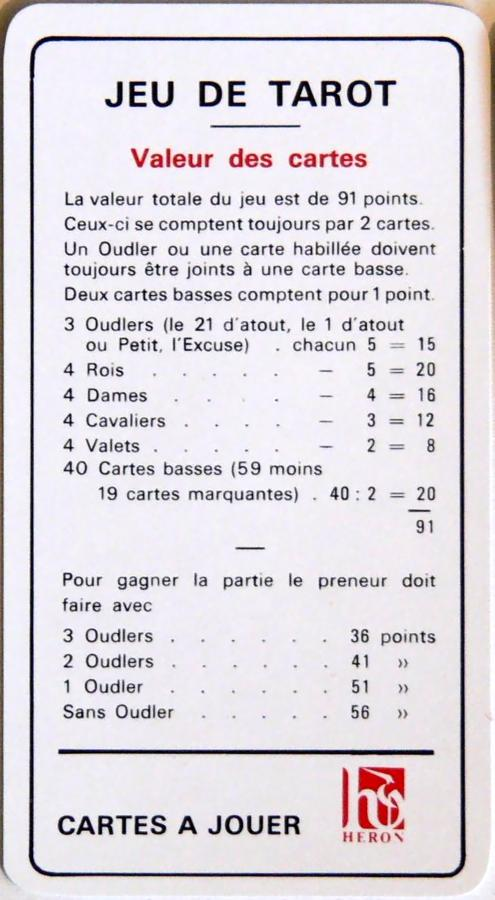
Kartenwerte im Französischen Tarock wenn man in Zweierlagen berechnet

Nachdem alle Karten ausgespielt wurden, zählen die Spieler die Augen in ihren Stichen. Die Karten zählen dabei:
- Trumpf 1, 21 und Excuse: 4,5 Augen
- König: 4,5 Augen
- Dame: 3,5 Augen
- Cavalier: 2,5 Augen
- Bube: 1,5 Augen
- alle anderen: 0,5 Augen

Die Gesamtpunktzahl ergibt 91 Punkte.
Einfacher und gebräuchlicher ist es jedoch die Karten paarweise zu zählen – so zum Beispiel ergeben eine Dame und eine leere Karte vier Punkte und zwei leere Karten ergeben einen Punkt usw.
Wie hoch das Spiel gewonnen oder verloren wurde, wird folgendermaßen berechnet:
- 25 Punkte für das Spiel
- plus der Differenz zwischen den Kartenpunkten zu dem Minimum an Kartenpunkten, das man zum Gewinn braucht.
- plus oder minus der Eins im letzten Stich, je nachdem ob die Gegenpartei die Eins im letzten Stich gemacht hat.

Diese Summe wird mit dem vom Alleinspieler angesagten Reizgebot multipliziert:
- Einfaches (Petite / Prise) × 1
- Doppeltes (Garde) × 2
- Hand (Garde sans le chien) × 4
- Hand gegen den Stock (Garde contre le chien) × 6

Danach werden die Zusatzprämien für eine Poignée (Handvoll Trumpf) und Durchmarsch addiert. Sie werden also nicht mit dem Reizgebot multipliziert. Die Berechnung kann man also in folgender Formel ausdrücken:
((25 + Kartenpunktüberschuss + Eins letzter Stich) × Reizgebot) + Poignée + Durchmarsch
Falls der Alleinspieler gewinnt zahlt jeder Gegenspieler die berechneten Punkte an den Alleinspieler, d. h. der Alleinspieler erhält das dreifache (zweifache bei 3 Spielern) gutgeschrieben, während jeder Gegenspieler einfach belastet wird. Verliert der Alleinspieler sein Spiel zahlt er an jeden Gegenspieler die berechneten Punkte aus. Die Gegenspieler gewinnen oder verlieren immer gemeinschaftlich. Wenn z. B. einer der Gegenspieler die Trumpf Eins im letzten Stich spielt profitieren alle gemeinsam davon.
```
Spieler...
   
Anna
  
Bert
  
Carl
  
Dora
  
SPIEL

Spiel Nr.1
   +240   -80   -80   -80    80

Spiel Nr.2
   +144  +208  -176  -176    96

Spiel Nr.3
   +216  +280  -392  -104    72

Spiel Nr.4
   +186  +250  -302  -134    30

Spiel Nr.5
   +108  +172  -380  +100    78
```

Spiel Nr. 1: Anna reizt ein Doppeltes und kann am Ende 56 Kartenpunkte und zwei Spitzen in ihren Stichen zählen. Die anderen Spieler zahlen (25 + 15) × 2 = 80 Punkte an Anna
Spiel Nr. 2: Bert reizt ein Doppeltes und kann am Ende 49 Kartenpunkte und drei Spitzen in seinen Stichen zählen und gewinnt mit der Eins den letzten Stich. Die anderen Spieler zahlen (25 + 13 + 10) × 2 = 96 Punkte an Bert.
Spiel Nr. 3: Carl reizt ein Doppeltes und kann am Ende 40 Kartenpunkte und zwei Spitzen in seinen Stichen zählen. Die Gegenspieler gewinnen den letzten Stich zusammen mit der Trumpf Eins. Die anderen Spieler erhalten jeder (25 + 1 + 10) × 2 = 72 Punkte von Carl.
Spiel Nr. 4: Carl reizt ein Doppeltes mit 3 Spitzen und hat am Ende 41 Kartenpunkte, jedoch wird ihm die Trumpf Eins im letzten Stich „geklaut“. Carl hat am Ende also nur noch zwei Spitzen, so dass er 41 Punkte braucht, um das Spiel zu gewinnen, die er in diesem Fall genau erreicht hat. Die Gegenspieler zahlen Carl also jeder (25 + 0 – 10) × 2 = 30 Punkte.
Spiel Nr. 5: Dora reizt ein Doppeltes und hat am Ende 40 Kartenpunkte und drei Spitzen, die Gegenpartei hat eine Handvoll Trumpf angemeldet (10 Trumpf). Die Gegenspieler zahlen also jeder (25 + 4) × 2 + 20 = 78 Punkte an Dora.
Bemerkung: Um die Berechnung zu vereinfachen, runden manche Spieler die Punkte auf 5 oder sogar 10 Punkte auf.

## Variante für drei Spieler
Das Spiel ist im Wesentlichen dasselbe, wie zu viert. Jeder Spieler bekommt 24 Karten zu jeweils 4 Karten. Weil jeder mehr Karten auf der Hand hat, wird die Anzahl Trümpfe für die Handvoll Trumpf auf 13, 15 und 18 Trumpf erhöht. Dadurch, dass es häufig eine ungerade Anzahl an Karten in den Stichen gibt, wird man also einen halben Punkt in seinen Stichen zählen. Dieser halbe Kartenpunkt wird immer zugunsten der gewinnenden Partei aufgerundet. Hat beispielsweise der Alleinspieler am Ende einen halben Punkt weniger als er zum Gewinn benötigt, verliert er das Spiel mit einem Punkt Differenz.

## Variante für fünf Spieler
Jeder Spieler erhält 15 Karten. Somit sind nur 3 Karten im Stock. Die Anzahl Trümpfe für die Trumpfmeldungen werden auf 8, 10 und 13 Trumpf festgelegt. Bei fünf Spielern gibt es zwei gegeneinander spielende Teams. Bevor der Spielaufnehmer den Stock umdreht, ruft er einen König aus und derjenige, der diesen König in der Hand hält, spielt partnerschaftlich mit dem Ausrufer zusammen. Hat der Rufer alle vier Könige, kann er eine Dame ausrufen. Hat der Rufer alle vier Damen, kann er ein Cavalier ausrufen. Derjenige, der den gerufenen König besitzt muss dies, solange er ihn nicht spielt, unbedingt geheim halten. Natürlich sind die übrigen Spieler genauso dazu verpflichtet geheim zu halten, dass sie den gerufenen König nicht besitzen. Erst wenn der gerufene König gespielt wurde, ist klar, wer mit wem zusammenspielt. Natürlich lassen sich schon aus vorherigen Spielsituationen gewisse Schlüsse ableiten, wenn z. B. ein Spieler dem ausrufenden König auffällig behilflich ist. Wenn der gerufene König (oder Dame) im Stock ist spielt der Spielaufnehmer alleine gegen die vier anderen Spieler. Viele berechnen so, dass der Ausrufer den Gewinn oder Verlust des Spiels von zwei Gegenspieler ausbezahlt bekommt, während sein Partner dies nur von einem der Gegenspieler bekommt. Andere berechnen so, dass sich die beiden Partner Gewinn oder Verlust durch zwei teilen. Das führt jedoch zu schwierigeren Berechnungen und es entstehen oft halbe Punkte, obwohl diese Zählweise, im Sinne des Spiels, die Gerechtere ist. Wird ohne Partner gespielt, zahlt oder erhält der Alleinspieler von allen anderen Spielern die entsprechende Gewinnsumme.